# 維什尼夫卡 (伊奇尼亞區)
50°57′47″N 32°17′15″E / 50.96306°N 32.28750°E
維什尼夫卡（烏克蘭語：Вишнівка），是烏克蘭北部的村莊，隸屬切爾尼希夫州的普里盧基區。該村始建於1700年，面積0.02平方公里，海拔高度130米，2001年人口387，人口密度每平方公里22,764.71人。